# Lautaro Fraga Pérez
Lautaro Fraga Pérez (Moreno, Buenos Aires, 21 de enero de 1992) es un baloncestista argentino que se desempeña como base en el Zárate Basket de la Liga Nacional de Básquet de Argentina.

## Carrera

### Clubes
| Club                         | País      | Año             |
| ---------------------------- | --------- | --------------- |
| Obras Sanitarias             | Argentina | 2009 - 2011     |
| Alvear de Villa Ángela       | Argentina | 2011 - 2013     |
| Atlético Tala                | Argentina | 2013 - 2014     |
| San Lorenzo de Chivilcoy     | Argentina | 2014 - 2015     |
| Los Indios                   | Argentina | 2015            |
| La Unión de Formosa          | Argentina | 2015 - 2016     |
| Atlético Tala                | Argentina | 2016 - 2017     |
| Los Indios                   | Argentina | 2017            |
| La Unión de Colón            | Argentina | 2017 - 2018     |
| Monte Grande                 | Argentina | 2018            |
| Deportivo Norte              | Argentina | 2018 - 2019     |
| Ateneo Popular Versailles    | Argentina | 2019            |
| Ameghino de Villa María      | Argentina | 2019 - 2021     |
| Platense                     | Argentina | 2021            |
| Ferro                        | Argentina | 2021 - 2022     |
| Basket Tolentino             | Italia    | 2022            |
| Attila Porto Recanati        | Italia    | 2022 - 2023     |
| Pallacanestro Sala Consilina | Italia    | 2023 - 2024     |
| Zárate Basket                | Argentina | 2024 - Presente |